# LAN party

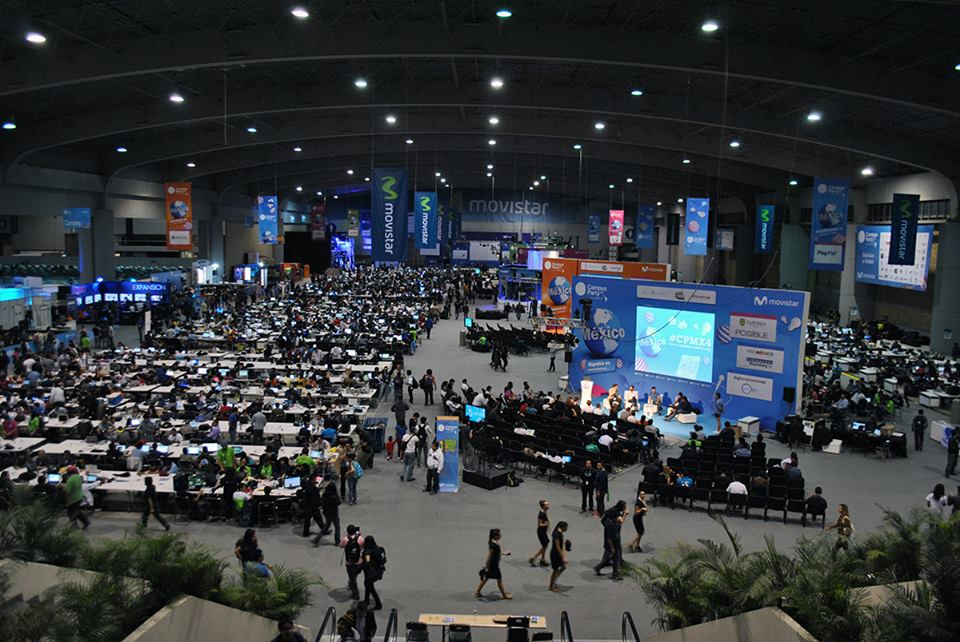
La 2013 à México.

Une LAN party (« LAN parties » au pluriel), LAN-party ou plus simplement LAN (pour « local area network party » ; en français « tournoi en réseau local ») est un événement rassemblant des joueurs de jeu vidéo dans le but de jouer à des jeux vidéo multijoueurs en utilisant un réseau local au lieu d'Internet.
Une LAN est aussi un lieu convivial permettant l'échange de connaissances en informatique entre chaque participant, à l'image des Scènes démo (Demoscene).

## Étymologie
Le mot « LAN party » vient de l'anglais, où LAN est l'acronyme de local area network, soit réseau local en français, et party signifie fête.
Le genre de cet anglicisme n'est pas encore défini dans la langue française. La tendance générale consisterait à dire « un LAN » pour « un réseau local » et une « LAN party » ou une « LAN » pour parler d'une fête autour du réseau. Le terme « LANning »[réf. souhaitée] tend aussi à apparaître pour décrire l'action même du jeu en réseau local.

## Historique

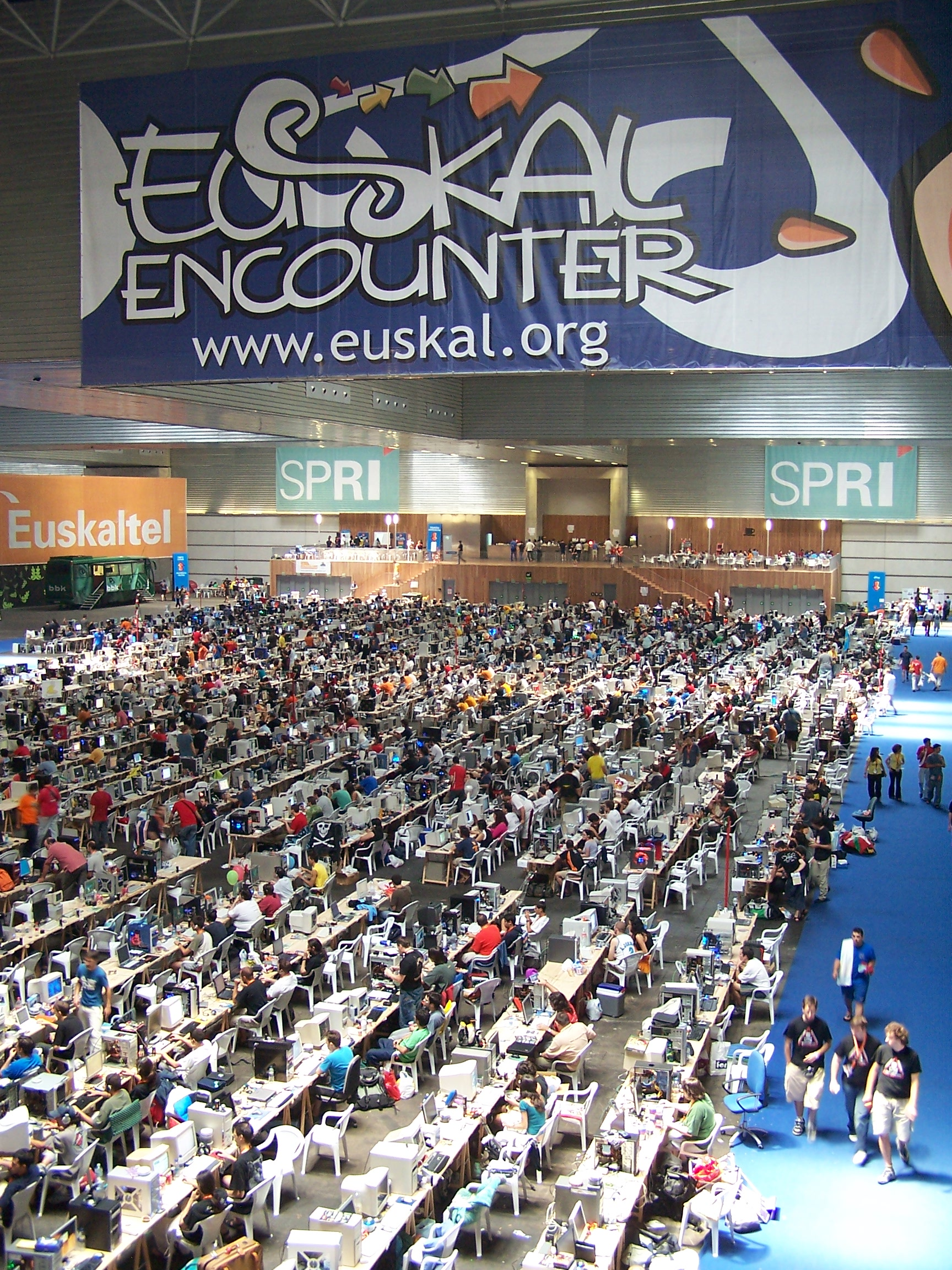
L' 13 en 2005.

À la fin des années 1980, avant l'apparition de la LAN party, les passionnés d'informatique participaient déjà à des rassemblements internationaux où se tenaient des concours de programmation, dans ce qui s'appelle une demoparty.[réf. souhaitée]
Depuis fin des années 1990, le développement d'une LAN party est bien souvent le même : un groupe de passionnés d'informatique et/ou de jeu vidéo se réunit régulièrement chez un particulier afin de s'affronter sur des jeux vidéo multijoueurs. Puis, petit à petit, l'équipe prend de l'expérience, devient une association organisatrice d'évènements électroniques ou une société, et ouvre les portes de ses évènements à d'autres joueurs qu'elle ne connait pas. La LAN party est née.[réf. souhaitée]
Si les années 1990 ont vu se développer les LAN party sur PC, les années 2000 voient naître les premières LAN party sur consoles de jeu,. C'est durant cette période que les LAN pour PC prennent réellement de l'ampleur et s'ouvrent à un public plus large, pendant que les LAN consoles, essayant de rattraper leur retard, grandissent aussi en taille et en médiatisation.[réf. souhaitée]
Dans les années 2010, les LAN party sont menacées par la disparition du mode LAN (réseau local) au profit du jeu en ligne. Contrairement au mode LAN, le jeu en ligne demande obligatoirement une connexion à Internet. Sans cet accès au net, il est impossible de jouer a plusieurs.[réf. souhaitée]
Les nombreuses LAN party du milieu des années 2000, dont le succès était assuré par le mode LAN de jeux comme Warcraft 3, Starcraft ou Counter Strike, ont presque totalement disparu, du fait de la suppression progressive du mode réseau local dans les jeux, et de l'absence de connexion Internet dans la grande majorité des salles utilisées pour les LAN-party.[réf. souhaitée]

## Description

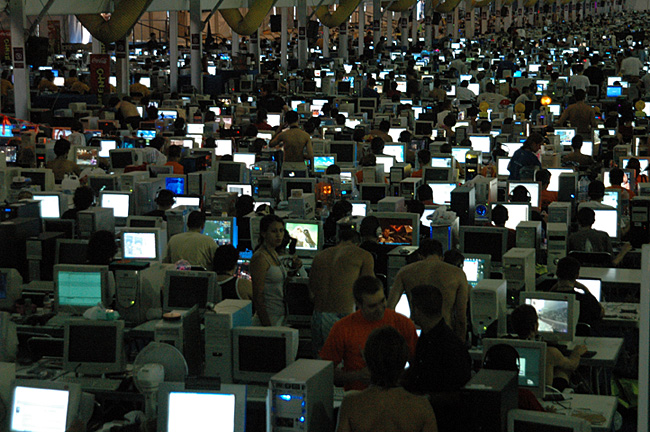
La Campus Party 2004 en Espagne.

Le mode en réseau présent dans les jeux vidéo à partir de la fin des années 1980 et suivantes, définit le fait de jouer à plusieurs via des ordinateurs ou des consoles de jeux vidéo interconnectés ensemble. Le terme LAN, en matière de jeu vidéo, est un mode de jeu à plusieurs joueurs qui ne nécessite pas de connexion à Internet, il est dit « hors ligne », contrairement au mode en ligne qui nécessite une connexion Internet pour jouer.[réf. souhaitée]
Une LAN party est un rassemblement éphémère au cours duquel un groupe de participants, ayant chacun un ordinateur attribué (ou une console), joue en réseau local à des jeux vidéo multijoueurs. Ce rassemblement peut durer entre un après-midi et une semaine, mais se déroule généralement du vendredi soir (installation) au dimanche après-midi (remise des récompenses s'il y en a).[réf. souhaitée]

Les raisons de tels évènements, outre le fait de pouvoir bénéficier d'un accès à Internet à haut débit pour le jeu, est de rassembler des joueurs afin de rompre la barrière impersonnelle propre aux rencontres sur Internet, mais aussi pour échanger directement les connaissances en informatique entre chaque participant.[réf. souhaitée]
Hormis certains cas particuliers, les joueurs amènent eux-mêmes leur matériel informatique et leurs jeux. Les organisateurs assurent de leur côté la gestion de la salle, du réseau local et des différents serveurs de jeux,.
Les très petites LAN party ont lieu le plus souvent chez un particulier, on parle souvent dans ce cas de « LAN de garage » (Garage LAN), regroupant une dizaine de joueurs au maximum. Pour les LAN plus importantes, on parle de Méga LAN.
Dès que le nombre de participants devient trop élevé, l'évènement a lieu dans de plus grandes salles (telles que des salles de sports ou des salles des fêtes communales). En effet, un tel réseau prend assez rapidement de la place et demande une grande puissance électrique.
Les grandes LAN party ont pris une telle envergure qu'il faut souvent distinguer les LAN parties dites « locales » ou « privées », rassemblant des amateurs du jeu vidéo, et celles des professionnels, qui sont de véritables évènements du sport électronique.
Plusieurs associations en France proposent des grands évènements de LAN.[réf. souhaitée]

## Types
Il y a en moyenne un ou deux LAN party d'au moins 100 personnes chaque week-end en France[réf. souhaitée]. Ces LAN peuvent être orientées vers l'amusement ou la compétition. Les joueurs et les organisateurs des petits et gros évènements forment une communauté soudée qui se retrouve pour échanger sur des sites dédiés à ce phénomène.[réf. souhaitée]

### LAN party pour les amateurs de jeux vidéo

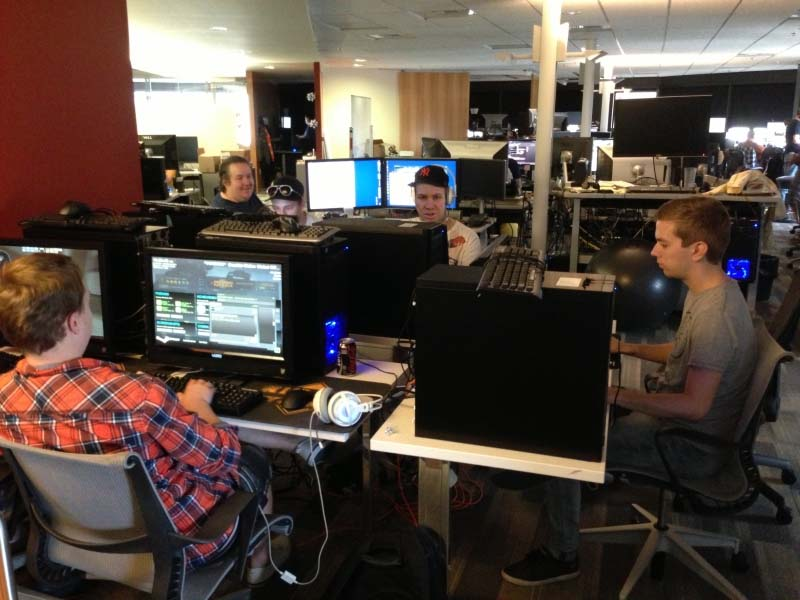
Une petite LAN party privée.

Les LAN parties amateurs font des tournois avec moins de participants, leur force résidant plus dans l'ambiance chaleureuse et conviviale que dans l'esprit de compétition, qui est présent mais reste faible.[réf. souhaitée]
En 2010, l'organisation de LAN pour joueurs amateurs est un phénomène beaucoup plus répandu en France qu'en Belgique. En Belgique francophone, ce genre d'organisations s'effectue en petits groupes restreints et les organisations plus importantes s'organisent surtout en Flandre.[réf. souhaitée]

### LAN party professionnelle

LAN party professionnelle AMD Radeon ExtravaLANza 2012.

Organisée par des sociétés et quelques rares associations organisatrice d'évènements électroniques, ces évènements de plus de 100 personnes ont des répercussions à l'échelle nationale et parfois mondiale. On n'y joue plus, mais on y pratique le sport électronique (e-sport).
Les participants ne sont plus des joueurs, mais des pro-gamers. Les récompenses ne sont plus des lots d'équipements informatiques, mais des chèques valant parfois plusieurs milliers d'euros, grâce au soutien de sponsors.
Ces tournois de LAN sont généralement l'occasion d'attirer, avec un « Cash-Prize » (bourse) conséquent, les grosses équipes professionnelles et pimenter la compétition,.
- La Lanagame 2002 organisée à Nantes a réuni 820 joueurs.[réf. souhaitée]
- La Gamers Assembly 2018 organisée à Poitiers a réuni 2 019 joueurs [9].
- La LAN Arena 2018 organisée à Paris a réuni 1 500 participants.[réf. souhaitée] Cet événement a permis à la société Games-Services de monter une coupe du monde « française », l'ESWC, qui, en quatre ans, a su se mettre au niveau des compétitions internationales sud-coréennes et américaines.[réf. souhaitée]

## Jeux pratiqués
Dans le cas de petites LAN parties, de nombreux jeux seront testés, commentés, du plus simple Counter-Strike à la dernière sortie vidéo-ludique, qui nécessite un ordinateur très récent. Mais les jeux les plus souvent pratiqués dans les LAN-parties sont généralement les mêmes que sur Internet.
Ils appartiennent à plusieurs grandes catégories. On peut notamment citer :
- les jeux de tir à la première personne :
  - Apex Legends, série Battlefield[6], série Call of Duty[2], série Counter-Strike[10], série Day of Defeat (notamment DoD:S), Wolfenstein: Enemy Territory[10], Enemy Territory: Quake Wars, Fortnite[11], Halo 3 (avec la Major League Gaming), Overwatch, PlayerUnknown's Battlegrounds, série Quake (notamment Quake III[10] avec la QuakeCon), Team Fortress 2, série Unreal Tournament (notamment Unreal Tournament 2004)[10], Urban Terror, etc.
- les jeux de stratégie en temps réel :
  - Age of Empires II ou Age of Mythology, Clash Royale, série Command and Conquer, Ground Control, League of Legends, série StarCraft, Supreme Commander, Warcraft III: The Frozen Throne[10], Heart of Iron IV, etc.
- les jeux de combat :
  - série Street Fighter[2], etc.
- les jeux vidéo de sport :
  - série FIFA[6], série Pro Evolution Soccer, série Super Smash Bros, etc.
- les jeux vidéo de course :
  - série TrackMania, série Gran Turismo, etc..

D'autres jeux plus divers, qui n'entrent dans aucune des trois catégories précitées, sont également pratiqués : Frets on Fire, Minecraft, etc.
On distingue en général les jeux simples, de type jeu d'arcade, joués en réseau local « pour s'amuser », et les jeux plus complexes, avec un côté technique beaucoup plus poussé, mais qui ne comportent malgré tout qu'un petit nombre de facteurs, qu'il est dès lors indispensable de bien maîtriser afin d'avoir un bon niveau de jeu :
- le strafe-jumping sur le jeu Counter-Strike ou Quake (qui consiste à se déplacer ou à sauter rapidement à droite et à gauche afin d'éviter un groupement de tirs) ;
- la technique du dodge dans Unreal Tournament (un saut de côté permettant d'éviter les tirs adverses) ;
- le bunny hopping (saut de lapin pour se déplacer plus vite) ou le circle jump et le rocket-jumping fréquemment utilisés dans la série des Quake.

## LAN parties notables

DreamHack Winter 2004.

- La DreamHack, qui prétend être la plus grande LAN party au monde, tenue deux fois par an (DreamHack Summer et DreamHack Winter) à Jönköping, en Suède.
- La QuakeCon aux États-Unis.
- The Gathering en Norvège.
- La Gamers Assembly en France.
- La Cyberathlete Professional League, anciennement l'un des plus grands événements LAN aux États-Unis.
- L'Euskal Encounter (es), la plus grande LAN party (6 000 personnes) et la plus ancienne (depuis 1994), célébrée chaque juillet au Bilbao Exhibition Centre (en) de Baracaldo en Espagne.
- La Campus Party (en)[12], un festival technologique annuel d'une semaine, 24 heures sur 24 et une LAN party fondé en 1997 en tant qu'événement de jeu et demoscene ; le festival a d'abord eu lieu à Malaga, en Espagne, et a été ensuite tenu au Brésil, en Colombie, au Salvador, au Mexique, en Équateur, au Chili, aux États-Unis, en Allemagne et en Italie.
- L'Insomnia Gaming Festival (en)[13], une LAN au Royaume-Uni, hébergée par Multiplay (en). Tenue deux fois par an au National Exhibition Centre à Birmingham, en Angleterre.
- La PDXLAN (en)[14], l'une des plus grandes LAN annuelles orientées famille et amis du nord-est des États-Unis, à Portland dans l'Oregon.